# 東山貝塚遺跡
座標: 北緯35度38分57.8秒 東経139度41分07.6秒 / 北緯35.649389度 東経139.685444度

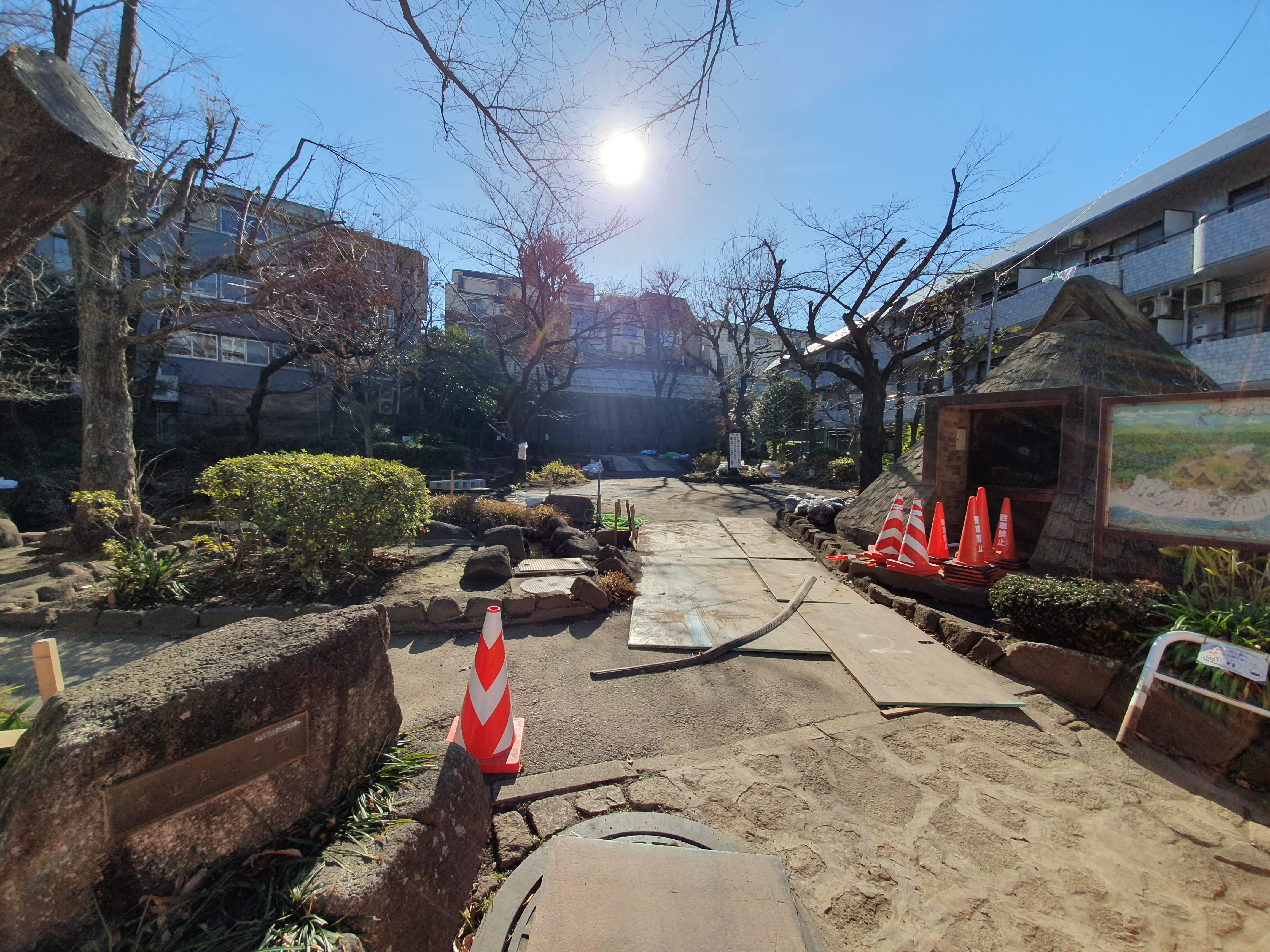
東山貝塚公園

東山貝塚遺跡（ひがしやまかいづかいせき）は、東京都目黒区東山の目黒台北側斜面一帯（目黒区東山二丁目から三丁目にかけての一帯）に存在する旧石器時代、縄文時代早期、縄文時代中期から後期、晩期および弥生時代後期、古墳時代にかけての複合遺跡である。東山貝塚ないしは東山遺跡として言及されることが多い。目黒区遺跡番号は8。

## 概要
貝塚や竪穴建物跡などがあり、東山貝塚は北区の西ヶ原貝塚、港区の丸山貝塚と並び東京三大貝塚のひとつとして知られている。また、地域には駒沢練兵場跡等の近現代の遺構も存在する。
明治期から該当地域で縄文期の埋蔵文化財が出土することは知られていたが、大正期の宅地造成中における竪穴建物跡の検出により、広く知られるようになる。昭和50年代（1975年-1984年）末から昭和60年代（1985年-1989年）初めにかけての発掘調査により、失われていたと思われていた遺跡がまだ残っていたことがわかり、その後周辺地域の開発に伴って断続的に発掘調査が行われ遺跡の全貌が明らかになりつつある。
現在東山貝塚公園がある一帯では、明治期から貝殻や土器片などが出土することが知られていた。貝殻の種類は海のものが多く淡水産は少ない。目黒川沿いの低地一帯がかつて海であったことを示しているといえる。
東山遺跡の竪穴建物跡が検出されたのは1926年（大正15年/昭和元年）のことである。当時一帯は駒沢練兵場の北辺にあたり、人口増加に対応すべく宅地造成のための区画整理を行っているところであった。『史学雑誌』第7巻第1号に下村作次郎が報告しているところによれば、測定できたものだけでも6地点約13箇所、それ以外にも工事の進捗に伴い多数の竪穴建物跡が検出されたという。あわせて、土器や石器なども出土した。
このことは新聞紙上などでも大きく取り上げられ、東山遺跡の名は広く知れ渡ることとなった。
駒沢練兵場の造成や大規模な土地区画整理事業等により東山地区の遺跡は完全に破壊されたと考えられてきた。しかし、1983年（昭和58年）、郵便局の新設工事にあたって縄文中期の土器片などが出土したことから調査が行われ、建物跡などが検出され、台地縁辺に沿って集落の一部が残されていることが明らかになった。また、1985年（昭和60年）の調査によって弥生時代後期の建物跡が検出され、東山遺跡の年代がそれまで考えられてきた縄文中期から晩期という年代よりも広い年代に渡る遺跡であることが明らかとなった。
以降現在まで、地域で開発が行われるたびに断続的に発掘調査が行われている。

## 出土品から推定される暮らし
貝塚の貝層から出土した主な貝類は、ハマグリ、シオフキ、アサリ、イソシジミ、ヤマトシジミなどである。海水産の貝とともに海水と淡水が交じり合うような水域で生息する貝が多く出土している。現在の目黒川周辺の低地は、縄文時代には海であり、東山近辺は、その深い入り江の奥に位置していたと考えられる。遺跡からは、クロダイ、アジなどの骨や鱗、いのしし、シカ、アナグマ、イヌ、クジラなどの骨も出土しており、狩猟のほかに漁労も行われていたと考えられる。目黒区内のほかの遺跡では、漁労の跡はあまり検出されておらず、東山遺跡の特色のひとつとなっている。

## 東山貝塚公園
東山遺跡にちなみ1979年（昭和54年）に東山貝塚公園が設置されている。公園内には復元された竪穴建物模型があり、区内の小学生が郷土史教育の一環として訪れるなど、地域住民に親しまれている。公園裏の崖からは湧水が出ており、公園内に池を形成している。この池の水は目黒川に注ぎ込んでいる。

## 参考資料
- 中学校社会科副読本『目黒 明るい豊かな人間の町』目黒区教育委員会
- 『郷土目黒』22集「東山遺跡関連資料紹介」1979年10月（「史前学雑誌 第7巻 第1号 東京市上目黒東山石器時代竪穴調査報告概要 下村作次郎」の転載）
- 『郷土目黒』28集「東山遺跡（東山まちかど広場予定地）の発掘調査概要」1989年10月 目黒区教育委員会社会教育部社会教育課
- 『郷土目黒』33集「東山遺跡発掘調査と立源寺の仏像調査」1989年10月 目黒区教育委員会社会教育部社会教育課
- 企画展パンフレット『大昔の目黒 ―遺跡が語る原始人の暮らし―』1985年 目黒区守屋教育会館郷土資料室
- 『ガイドブック目黒の遺跡』1993年10月 目黒区守屋教育会館郷土資料室